# 애니메이션 동호회
애니메이션 동호회(-同好會) 또는 애니메이션 동아리는 지역 공동체에서 애니메이션을 상영, 논의, 홍보하고 일본의 문화에 대한 이해를 넓히기 위해 모인 단체이다. 애니메이션 동호회들은 고등학교와 대학교에서 많이 찾을 수 있다. 주최자들은 도서관이나 주민센터 등 공공장소를 빌려 모이기도 한다. 많은 애니메이션 동호회의 회원들은 스스로를 오타쿠로 정의한다. 애니메이션 동호회의 주요 회원들은 20대지만, 연령에 제한은 없다. 5-60대의 성인들이나 10대들도 참석하기도 한다.

## 활동
애니메이션 동호회의 모임은 주나 달 간격으로 이루어지는 경우가 있다. 애니메이션을 보는 것 이외에도, 애니메이션 뮤직 비디오롤 보거나, 만화를 읽거나, 가라오케에 가거나 코스프레를 하는 등 여러 가지 활동들을 한다. 여러 동호회들이 공동체와의 상호작용을 늘리고 회원들에게 책과 만화를 빌릴 곳 등을 추천하기 위해 온라인 모임을 갖는다. 애니메이션 동호회의 회원들은 지역의 애니메이션 컨벤션의 조직과 자원봉사에 참여하기도 한다.
동호회의 범위에 따라서는 쇼기, 바둑, 마작을 하는 등의 더 넓은 활동들이 가능하다. 야외 활동으로 사케를 마시거나 벚꽃 구경을 가는 등의 문화 행사를 하기도 한다.

## 애니메이션 상영회

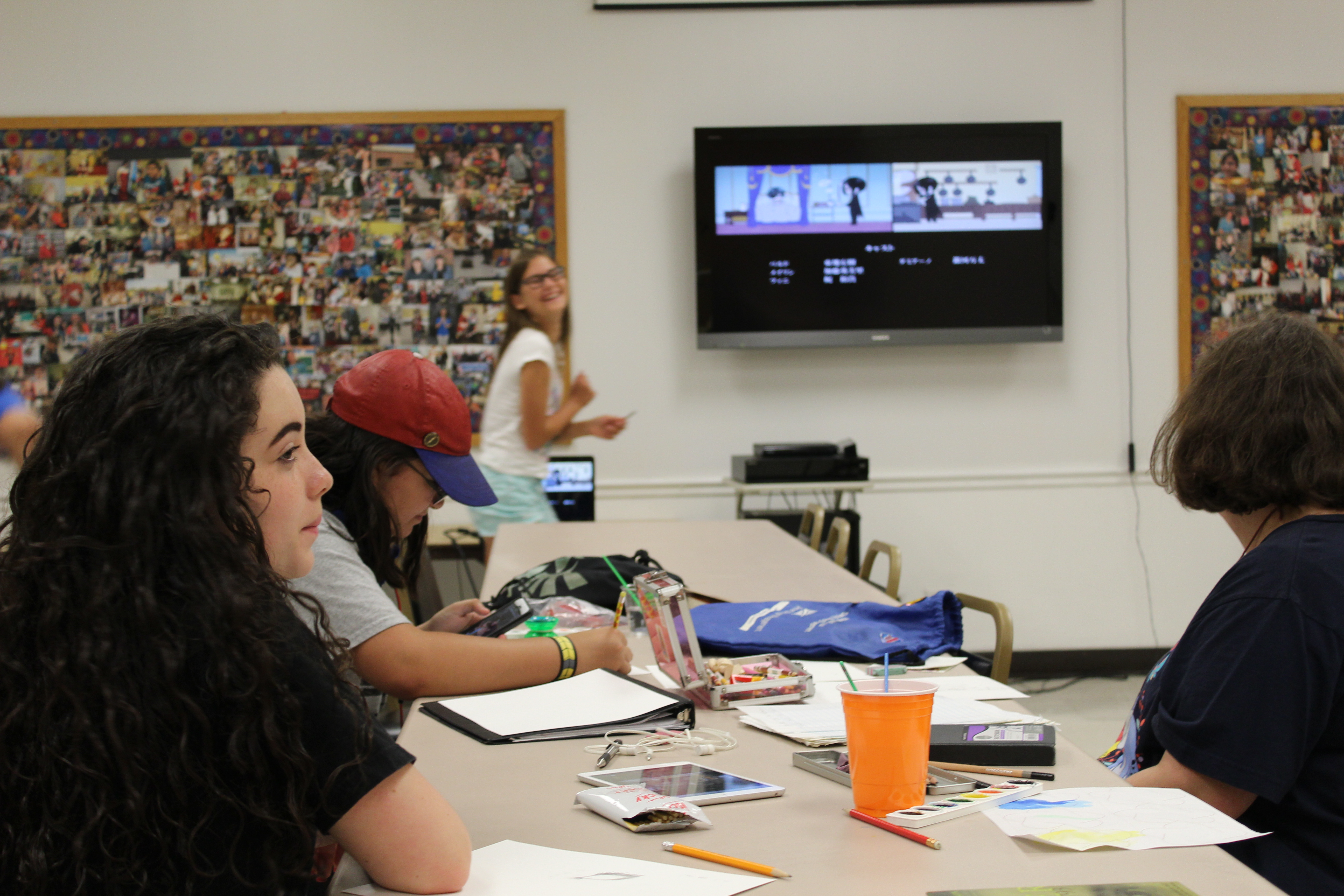
애니메이션 동호회가 도서관에서 애니메이션을 상영하고 있다. 그림을 그리는 소녀와 탁상 위의 포키가 보인다.

애니메이션 동호회들은 보통 일본의 애니메이션을 상영한다. 여러 애니메이션들이 에피소드 형식이며 긴 시간이 소요되기 때문에, 상영회는 몇 화씩 끊어서 이루어진다. 몇몇 동호회에서는 상영회의 총 길이에 대한 규정들이 있다. 예를 들어, 블리치와 이누야샤는 각각 366화와 167화로 이루어져 있다. 이러한 길이 때문에 동호회에서 다른 애니메이션을 상영하지 못할 수도 있다. 또한 전개가 많이 진행되었을 경우 동호회의 신입 부원들이 이야기를 따라가기 어려울 수도 있다.

## 같이 보기
- 현시연 - 대학교의 애니메이션 동호회를 다룬 일본 만화 및 애니메이션.